# Маканин, Александр Дмитриевич
Александр Дмитриевич Маканин (18 июля 1930 — 22 мая 2013) — бригадир трубогибщиков на котлостроительном заводе, Белгородская область. Герой Социалистического Труда, (1966).

## Биография
Родился 18 июля 1930 года в хуторе Отроге Разуменского сельского совета Белгородского района (ныне — в Белгородской области), в семье колхозника. В семье было шестеро детей, Александр был старшим. В 1937 году пошёл в школу и до начала войны успел окончить 4 класса.
Трудовую деятельность начал в 1944 году в колхозе «День урожая». В 1948 году поступил учеником слесаря в паровозное депо Белгорода. После службы в Советской Армии — в начале 1954 года — возвратился в Белгород и устроился трубогибщиком на котлостроительный завод.
На этом предприятии Александр Дмитриевич проработал 42 года, из них 39 лет — бригадиром. Без отрыва от производства окончил среднюю школу рабочей молодёжи. Бригада, руководимая А. Д. Маканиным, на протяжении десятилетий всегда показывала примеры творческого отношения к труду. По инициативе бригадира в коллективе первыми на предприятии стали реставрировать дорн (вкладыш) при гибке труб разных диаметров. Это дало возможность сэкономить десятки тонн чугунного литья, в несколько раз увеличить срок службы изделий.
В 1964 году А. Д. Маканин вступил в ряды КПСС, был делегатом XXIV съезда КПСС, активно участвовал в общественно-политической жизни — неоднократно избирался депутатом областного Совета, Верховного Совета СССР, а также в руководящие органы области.

## Награды
- 9 июля 1966 года Указом Президиума Верховного Совета СССР Александру Дмитриевичу Маканину было присвоено почётное звание Героя Социалистического Труда с вручением ордена Ленина и Золотой медали «Серп и Молот».
- Награждён также орденами Ленина, Трудового Красного Знамени, «Дружбы народов», многими медалями.

## Память
- В Белгородском областном краеведческом музее имеются материалы, посвящённые Маканину[1].